# Arsène Auguste
Arsène Auguste (né le 3 février 1951 à Port-au-Prince en Haïti et mort le 30 mars 1993 à Miami aux États-Unis) est un joueur de football international haïtien, qui évoluait au poste de défenseur.

## Biographie

### Carrière en club
Arsène Auguste dispute 156 matchs au sein des championnats américains, inscrivant 11 buts. Il réalise sa meilleure performance lors de la saison 1980-1981, où il marque cinq buts.
Il remporte le titre de champion de la North American Soccer League en 1975 avec le club des Rowdies de Tampa Bay.

### Carrière en équipe nationale
Avec l'équipe d'Haïti, il joue 17 matchs dans les compétitions organisées par la FIFA, inscrivant deux buts, entre 1973 et 1981.
Il dispute quatre matchs comptant pour les éliminatoires du mondial 1974, huit comptant pour les éliminatoires du mondial 1978 et trois rentrant dans le cadre des éliminatoires du mondial 1982. Il inscrit deux buts lors de ces éliminatoires.
Il figure dans le groupe des sélectionnés lors de la Coupe du monde de 1974. Lors de la phase finale du mondial organisé en Allemagne, il dispute deux matchs : contre l'Italie, et la Pologne.